# Brenda Joyce
Brenda Joyce, nome artístico de Betty Labo (Excelsior Springs, Missouri, 25 de fevereiro de 1917 – Santa Mônica, 4 de julho de 2009), foi uma atriz que apareceu em vários filmes B na década de 1940. É mais conhecida pelo papel de Jane em filmes da série Tarzan, protagonizados pelo ator Johnny Weissmuller. Sucedeu Maureen O'Sullivan, aparecendo em cinco filmes. Foi uma das duas atrizes que interpretaram Jane em filmes com diferentes atores no papel de Tarzan (Johnny Wessmuller e Lex Barker). A outra foi Karla Schramm, no cinema mudo. Abandonou a carreira por motivos pessoais em 1949.
Foi casada com Owen Ward, com quem teve três filhos.

## Filmografia parcial
- 1939 The Rains Came
- 1943 Thumbs UP
- 1945 Tarzan e as Amazonas
- 1946 Tarzan e a Mulher Leopardo
- 1947 Tarzan e a Caçadora
- 1948 Tarzan e as Sereias
- 1949 Tarzan e a Fonte Mágica